# 舍夫里耶尔 (卢瓦尔省)
舍夫里耶尔（法語：Chevrières，法語發音：[ʃəvʁijɛʁ]）是法国卢瓦尔省的一个市镇，位于该省东部偏南，属于蒙布里松区。

## 地理
舍夫里耶尔（45°35'18"N, 4°24'3"E）面积14.54 平方千米，位于法国奥弗涅-罗讷-阿尔卑斯大区卢瓦尔省，该省份为法国中南部省份，北起顺时针与索恩-卢瓦尔省、罗讷省、伊泽尔省、阿尔代什省、上盧瓦爾省、多姆山省和阿列省接壤。
与舍夫里耶尔接壤的市镇（或旧市镇、城区）包括：夸斯河畔圣但尼、阿韦济约、沙泽勒叙里昂、丰塔内斯、拉日蒙、格拉蒙、福雷地区圣梅达尔。

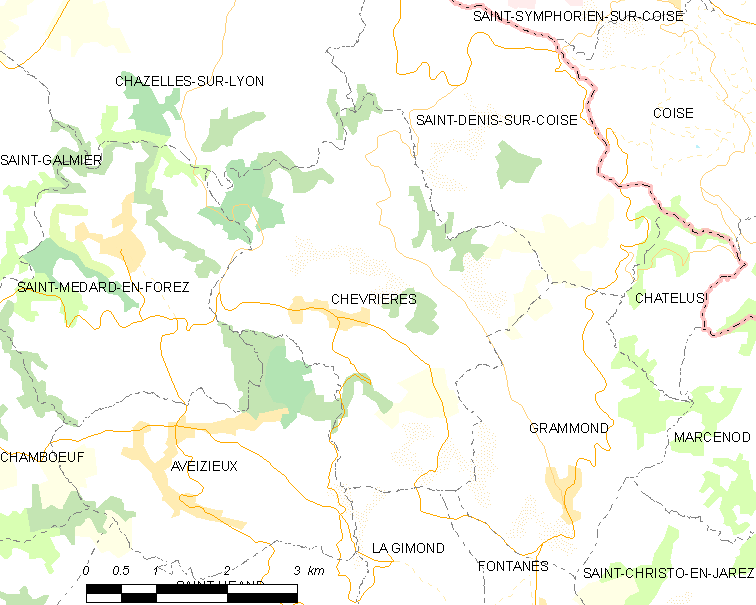
的OSM定位图

舍夫里耶尔的时区为UTC+01:00、UTC+02:00（夏令时）。

## 行政
舍夫里耶尔的邮政编码为42140，INSEE市镇编码为42062。

## 政治
舍夫里耶尔所属的省级选区为弗尔县。

## 人口

1962-2008年间人口变化图示

舍夫里耶尔于2022年1月1日时的人口数量为1155人。